# Tormenta tropical Barbara (2007)

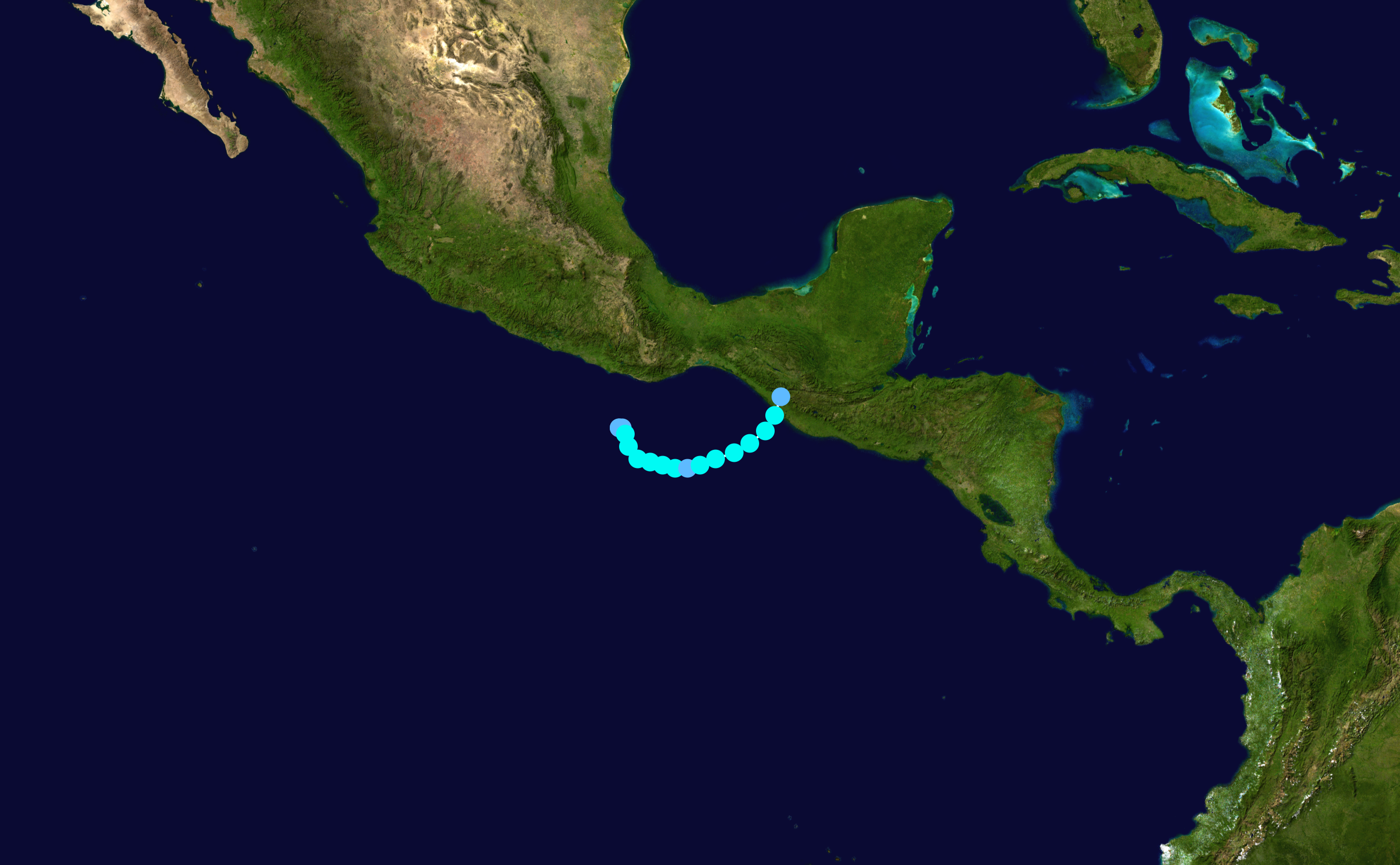
Trayecto de la tormenta.

La tormenta tropical Barbara fue el ciclón tropical en hacer contacto con tierra de la temporada de huracanes en el Atlántico de 2007. Fue la segunda de la temporada, y se formó de un área de baja presión el 29 de mayo alrededor de 380 kilómetros al sureste de Acapulco, México. El sistema fluyó hacia el sur antes de girar con una firme dirección hacia el este, intensificándose rápidamente en tormenta tropical. Las cizalladuras se incrementaron debilitando a Barbara, aunque se reorganizó para alcanzar vientos máximos de 85 km/h antes de moverse a través de la costa justo al oeste de la frontera entre México y Guatemala. Se debilitó rápidamente al encontrarse sobre tierra y el 2 de junio el Centro Nacional de Huracanes descontinuó los avisos sobre esta tormenta. A pesar de que las expectativas de la tormenta indicaban que la tormenta alcanzaría nivel de huracán, Barbara se movió a la costa como una pequeña, y débil tormenta tropical. Produjo fuertes lluvias locales y rachas de viento, y en la mayoría de las localidades el daño fue menor. Sin embargo, al sur de México, la lluvia destruyó grandes áreas de cultivo, totalizando 200 millones de pesos (2007 MXN).
- Datos: Q3315999
- Multimedia: Tropical Storm Barbara (2007) / Q3315999